# Automated guided vehicle
AGV è l'acronimo per Automated/Automatic Guided Vehicle (dall'inglese: Veicolo a guida automatizzata/automatica) e identifica dei veicoli, utilizzati principalmente in campo industriale per la movimentazione di prodotti all'interno di uno stabilimento. Esistono comunque anche veicoli atti a lavorare all'esterno, anche se molto meno utilizzati. 

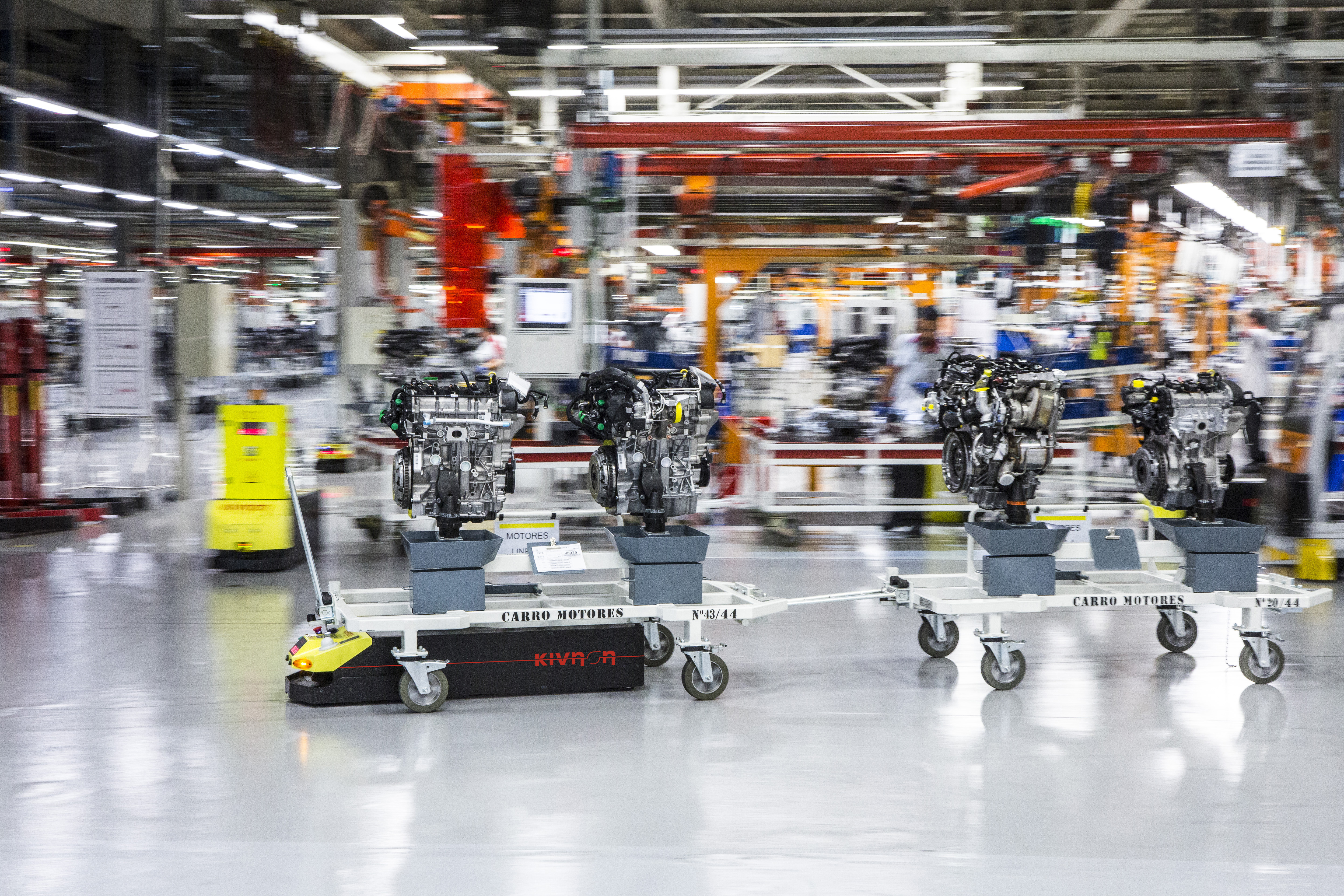
AGV di tipo mouse con carrello

## Nomenclatura
L'AGV ha anche altri nomi: Laser Guided Vehicle (LGV) e Self Guided Vehicles (SGV). In Germania la tecnologia assume il nome di Fahrerlosen Transportsystemen (FTS), mentre in Svezia viene chiamata förarlösa truckar. 
Recentemente è stato introdotto il nuovo concetto di Autonomous Mobile Robot (AMR) per indicare un nuovo trend tecnologico di sviluppo di veicoli automatici.
Un'ulteriore categoria di AGV è quella dei cosiddetti mouse o sogliole, ovvero veicoli automatici in grado di infilarsi sotto carrellini o scaffalature su ruote, agganciarli da sotto e trasportarli fino a destinazione.

## Tecnologie di guida
Esistono numerose tecnologie adottate per guidare un sistema AGV, ognuna con vantaggi e svantaggi. Ci sono sistemi particolarmente flessibili relativamente alle variazioni di percorso altri invece che funzionano bene anche in condizioni particolarmente gravose.

### Guida a filo
La prima a essere stata sviluppata è stata la guida a filo. Realizzata per mezzo di un filo disposto immediatamente sotto la superficie del pavimento e percorso da un segnale elettrico a una determinata frequenza. Una coppia di solenoidi disposti sul carrello è in grado di rilevare la posizione del filo e un'elettronica relativamente semplice può controllare lo sterzo. Se è necessario avere più percorsi si usano frequenze diverse. Si adatta bene all'uso in situazioni gravose in particolar modo in presenza di ambienti sporchi che rendono critico l'uso di sistemi ottici. La modifica del percorso è molto onerosa, in quanto richiede la realizzazione di un taglio nel pavimento per l'inserimento dei fili e la successiva resinatura degli stessi.

### Magneti
Il percorso viene delimitato da una serie di calamite inserite nella pavimentazione. Rispetto alla guida a filo richiede un intervento più semplice sulla pavimentazione, in quanto sono richiesti solo una serie di fori. I singoli magneti possono essere sostituiti da nastri o bande magnetiche. È possibile individuare determinate posizioni sfruttando diverse combinazioni di polarità dei magneti. 

### Banda colorata
Realizzata per mezzo di vernici o di nastri adesivi colorati. Un sistema ottico rileva la posizione della banda e controlla lo sterzo con una logica analoga a quella della guida a filo e magnetica. Le modifiche al percorso sono relativamente semplici da realizzare, ma il sistema si adatta solo ad ambienti puliti. Richiede manutenzione, in quanto le bande colorate possono danneggiarsi o consumarsi.

### Guida odometrica
La tecnica di guida è simile a quella delle macchine a guida laser, usa come riferimento un certo numero di catarifrangenti collocati su paletti od oggetti lungo il percorso dei carrelli. Ogni veicolo utilizza il laser di sicurezza sempre già presente sui veicoli. Quando il raggio emesso dalla testa laser, colpisce uno dei catarifrangenti, viene riflesso e la testa stessa rileva la direzione da cui proviene la riflessione. Con il rilevamento di almeno tre catarifrangenti, e riportati con coordinate assolute in un sistema dove il carrello conoscerà la posizione zero, il computer di bordo è in grado di calcolare la posizione del carrello e di guidarlo lungo percorsi prestabiliti. Il vantaggio principale offerto dal sistema odometrico è l'assenza di dispositivi a terra o interrati legati ai percorsi, è quindi possibile variare il percorso dei veicoli agendo solo sul software di controllo degli stessi. Rispetto ai veicoli con guida laser tradizionale consente di ottenere le stesse prestazioni con costi nettamente inferiori e senza l'impiego di alcun componente aggiuntivo (testa laser tradizionale). Senza costi aggiuntivi rispetto ai veicoli a guida ottica, la guida odometrica supera anche le necessità di manutenzione che possono richiedere le bande colorate a seguito di deterioramenti. Pertanto è idonea all'utilizzo anche in ambienti non puliti.

### Guida mista odometrica e ottica
Su molti veicoli i due tipi di guida possono coesistere con costi aggiuntivi insignificanti. Ciò offre la possibilità di passare in automatico dall'una all'altra tipologia di guida quando specifiche necessità di impiego lo suggeriscano. Es. se in un tratto di tracciato è difficoltoso collocare i catarifrangenti, e l'ambiente lo consente, è possibile passare alla guida ottica.

### Triangolazione con laser
La tecnologia di guida al laser usa come riferimento un certo numero di catarifrangenti collocati su pareti od oggetti lungo il percorso dei carrelli. 
Ogni veicolo è munito di una testa laser che ruota a 360° e scandisce, con intervallo medio di 50ms, tutta la zona circostante. Quando il raggio emesso dalla testa laser, colpisce uno dei catarifrangenti, viene riflesso e la testa stessa rileva la direzione da cui proviene la riflessione. Con il rilevamento di almeno tre catarifrangenti, preventivamente misurati per mezzo di un teodolite, e riportati con coordinate assolute in un sistema dove il carrello conoscerà la posizione zero, il computer di bordo è in grado di calcolare la posizione del carrello e di guidarlo lungo percorsi prestabiliti. Il vantaggio principale offerto dal sistema laser è l'assenza di dispositivi legati ai percorsi è quindi possibile variare il percorso dei veicoli agendo solo sul software di controllo degli stessi.

### GPS
Qualora il veicolo debba muoversi esclusivamente all'esterno si può adottare il sistema GPS, adottando la tecnica differenziale con una base di riferimento, per conoscere con precisione la posizione del carrello. Il sistema di guida funziona quindi in maniera analoga a quella dei sistemi con triangolazione laser.

## Software di gestione
A esclusione di sistemi estremamente semplici, composti da un solo veicolo e da un percorso elementare, grande importanza ha il sistema di Traffic management ovvero il software che gestisce 
i carrelli, i percorsi (con incroci e precedenze) e le richieste di missioni (con priorità e ottimizzazione dei percorsi).

## Alimentazione
Normalmente gli AGV vengono alimentato da accumulatori in grado di assicurare un certo numero di ore di lavoro (in genere 8 ore, ovvero la durata di un turno di lavoro). Il sistema può gestire automaticamente la carica degli accumulatori con un'apposita postazione di ricarica. 

## Antinfortunistica
Nei sistemi dotati di guida automatica è necessario prevedere particolari dispositivi per evitare che vengano investite persone o oggetti eventualmente presenti sul percorso. Quando non sia possibile o conveniente isolare con barriere la zona di lavoro la stessa deve essere chiaramente delimitata e i carrelli devono essere dotati di dispositivi ottici e/o meccanici che causano l'arresto qualora il carrello si avvicini o urti un ostacolo. I carrelli inoltre vengono dotati di avvisatori ottici e acustici che avvisano del loro approssimarsi. Analogamente il carrello deve essere dotato di dispositivi che lo blocchino immediatamente in caso di avaria del sistema di guida.